# Korányi Emil
Korányi Emil, Künstler, Künsztler (1941. november 26. –) magyar labdarúgó, kapus.

## Pályafutása
A Bp. Előre nevelése. 1959-ben mutatkozott be a felnőtt csapatban. 1960-ban tagja volt az UEFA tornán szerepelt ifjúsági válogatottnak. 1961 nyarán szerződtette a Salgótarjáni BTC a Bp. Előréből.
1962-ben igazolt az SBTC-ből a Zalaegerszegi TE-be. Innen került Szegedre 1964-ben. 1964 és 1973 között a Szegedi EAC labdarúgója volt. Az élvonalban 1964. április 4-én mutatkozott be a Diósgyőri VTK ellen, ahol csapata 1–0-s vereséget szenvedett. Az élvonalban összesen 63 mérkőzésen szerepelt. 1973-ban a Gödi TSZ SK-ba igazolt.

## Családja
Veje Kiss István válogatott kajakozó, unokája Kiss Levente Hunor magyar bajnok ökölvívó.